# 쩡순시
쩡순시(중국어: 曾舜晞, 병음: Zēng Shùnxī, 한자음: 증순희, 1997년 10월 9일 ~ )는 중국의 가수 겸 배우이다.

## 출연작

### 드라마
- 2017년 후난위성텔레비전 청춘진행중 《택천기》 - 당삼십육 역
- 2017년 텐센트 웹드라마 《청춘최호시》 - 허공름 역
- 2018년 텐센트 웹드라마 《쾌파아가대주》 - 시분 역
- 2019년 저장 위성 텔레비전 중국람극장 《대착파파거유학》 - 황샤오동 역
- 2019년 텐센트 웹드라마 《의천도룡기 2019》 - 장무기 역
- 2020년 아이치이 웹드라마 《종극필기 : 최후의 어드벤처》- 우시에 역
- 2021년 텐센트 웹드라마 《여몽령안귀서창월》- 조효겸 역
- 2021년 텐센트 웹드라마 《가남전》- 이겸 역
- 2023년 후난위성텔레비전 금응독파극장 《거유풍적지방》 - 장밍위 역